# Merogomphus femoralis
Merogomphus femoralis – gatunek ważki z rodziny gadziogłówkowatych (Gomphidae).